# Croton dockrillii
Espèce
Croton dockrillii est une espèce de plantes à fleurs du genre Croton et de la famille des Euphorbiaceae, présente au Queensland (Péninsule du cap York), en Australie.